# Ел-Фондо-де-лес-Неус
Ел-Фондо-де-лес-Неус, Ондон-де-лас-Ньєвес (валенс. El Fondó de les Neus (офіційна назва), ісп. Hondón de las Nieves) — муніципалітет в Іспанії, у складі автономної спільноти Валенсія, у провінції Аліканте. Населення — 2684 особи (2022).

## Географія
Муніципалітет розташований на відстані близько 340 км на південний схід від Мадрида, 32 км на захід від Аліканте.
На території муніципалітету розташовані такі населені пункти: (дані про населення за 2010 рік)
- Ла-Каналоса: 346 осіб
- Ондон-де-лас-Ньєвес: 2050 осіб
- Ель-Ребальсо: 552 особи

## Демографія
Динаміка населення (INE ):

## Галерея зображень

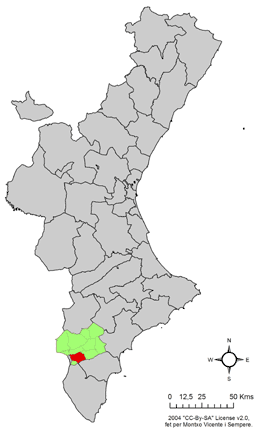
Розташування муніципалітету у автономній спільноті Валенсія
Розташування муніципалітету Ел-Фондо-де-лес-Неус у комарці Медіо-Віналопо